# Uniwersytet Dev Sanskriti Vishwavidyalaya w Haridwarze
Dev Sanskriti Vishwavidyalaya (Dev Sanskriti, DSVV) – indyjski uniwersytet znajdujący się w miejscowości Haridwar, w stanie Uttarakhand. Powołany w 2002 roku ustawą Zgromadzenia Ustawodawczego Uttarakhandu, jest prowadzony przez Shri Vedmata Gayatri Trust w Shantikunj koło Haridwaru (siedziba stowarzyszenia All World Gayatri Pariwar). Oferuje uzyskanie różnych stopni, dyplomów i certyfikatów kursów w dziedzinach takich jak psychologia kliniczna, nauki jogiczne, terapie alternatywne, kultura Indii, turystyka, zarządzanie obszarami wiejskimi, teologia (Dharm Vigyan), doradztwo duchowe itd. Oferuje także kursy w trybie d-learningu.

## Wydziały
Uniwersytet posiada w swej strukturze 9 wydziałów, zgrupowanych w 4 szkołach:
Szkoła Indologii
- Wydział Jogi i Zdrowia
- Wydział Języków Indyjskich
- Wydział Muzyki i Kultury Indyjskiej

Szkoła Humanistyki, Nauk Społecznych i Kursów Przygotowawczych
- Wydział Humanistyki i Nauk Społecznych
- Wydział Kursów Przygotowawczych

Szkoła Technologii, Komunikacji i Zarządzania
- Wydział Technologii i Zarządzania
- Wydział Komunikacji

Szkoła Nauk Biologicznych i Zrównoważonego Rozwoju
- Wydział Nauk Biologicznych
- Wydział Studiów Wiejskich i Zrównoważonego Rozwoju